# Relaciones Chile-Sudán del Sur
Las relaciones Chile-Sudán del Sur son las relaciones internacionales entre Chile y Sudán del Sur.

## Relaciones diplomáticas
Chile y Sudán del Sur no han establecido nunca relaciones diplomáticas de manera oficial. No obstante, Chile reconoció la independencia de Sudán del Sur el 9 de julio de 2011.

## Misiones diplomáticas
- Chile no tiene embajada en Sudán del Sur.[3]
- Sudán del Sur no tiene embajada en Chile.[3]